# NS-23 (機関砲)
NS-23（ロシア語: НС-23）は、第二次世界大戦中にソビエト連邦で開発された口径23 mmの航空機関砲である。名称は、主要な開発者であるA・E・ヌデリマーンとA・S・スラノフの頭文字に砲口径を組み合わせたもの。

## 概要
第二次世界大戦中に、VYa-23機関砲を更新するために開発された。他にG・ジールヌィフ、V・ネメノフ、S・ルーニン、M・ブンジンも参加していた。
1944年に軍に導入された。NS-23の弾薬は14.5 mm×114 対戦車弾を23 mmに拡大したものだった。
NS-23S（Sはプロペラ同調装置付きを意味する）は、回転するプロペラを通って発射される固定機関砲として使用された。
NS-23は、An-2、Il-10、Il-22、La-9、La-15、MiG-9、Yak-7、Yak-9U、Yak-15、Yak-17、Yak-23、などに装備された。MiG-15の初期型のいくらかもNS-23を装備していた。
NS-23は1949年頃にNR-23に更新された。